# Szent apostolok fatemplom (Kosztafalva)
A kosztafalvi Szent apostolok fatemplom műemlékké nyilvánított épület Romániában, Máramaros megyében. A romániai műemlékek jegyzékében az  MM-II-m-B-04555 sorszámon szerepel.